# アン・キャロル・ムーア
アン・キャロル・ムーア（Anne Carroll Moore、1871年7月12日 - 1961年1月20日）は、アメリカの図書館員・児童文学評論家。キャロライン・ヒューインズ（Caroline Hewins）とともに、児童図書館の先駆者として知られている。

## 生涯

### 生誕から学生時代
メイン州リメリックの出身。20歳でブラッドフォード・アカデミーを卒業するが、1892年に両親が相次いで他界、それを機にニューヨークに移り住み、ブルックリンにあるプラット学院で図書館学を専攻する。

### 図書館員時代

#### プラット学院の児童図書館
ムーアは1896年にプラット学院を卒業すると、そのまま同校の附属図書館に採用されて児童図書館の担当となる。彼女はそこを児童が好む装飾で飾るとともに、ストーリーテリングを重視した児童サービスを行った。
プラット学院の図書館には図書館長メアリ・ライト・プラマーがいた。プラマーは1894年から図書館長を務め、児童図書館の設置にも寄与した人物で、このプラマーの勧めでムーアはプラット学院の児童図書館の担当者となった。
プラット学院卒業直後、ムーアはクリーブランドでのアメリカ図書館協会（ALA）に向かい、当時ハートフォード公共図書館長を務めていたキャロライン・ヒューインズと出会った。共に児童サービスに関心の高かったヒューインズとムーアは1900年にアメリカ図書館協会に児童図書館クラブを創設し、初代議長となった。この児童図書館クラブはALAの児童サービス部会へと発展した。
ムーアはプラット学院の児童図書館を開架式の公開図書館とし、貸出を行った。また、テーマ別の図書リストや、図書の展示、登録の誓約、そしてストーリ―テリングを取り入れるなど、今日の児童サービスの基盤となるようなサービスを提供した。また、学校と協力したサービスもこの頃から始めている。

#### ニューヨーク公共図書館

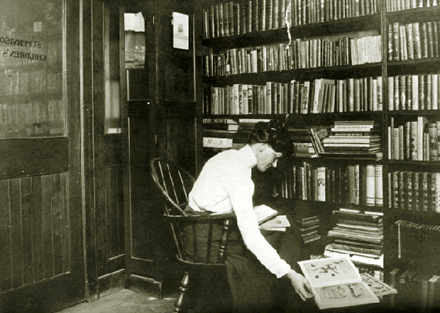
Anne Carroll Moore, 1914

1906年にニューヨーク公共図書館の館長ジョン・ショウ・ビリングスに請われて同図書館の児童図書の責任者となった。当時、ニューヨーク公共図書館には35の分館があり（65分館という説もある）、ムーアは全ての分館に児童室を設置した。ムーアは全分館を回って児童担当者と会合を持つようにした。そして、児童室の利用の年齢制限を廃止し、ノンフィクションの蔵書を増やし、ストーリーテリングの時間や展示、学校へのサービスなどを行った。
1911年にニューヨーク公共図書館本館が新設され、館内に児童サービスの中心となる児童室も設置された。ムーアはこの児童室を色鮮やかに飾り付け、子ども向けの内装にした。このしつらえはその後の児童図書館のモデルとなった。この頃、ボストンで児童書専門店を作る計画を立てていたバーサ・マホーニー・ミラーにも会っている。ムーアは『週刊出版人のメルチャーや「アメリカ・ボーイ・スカウト」のマシューズと組んで、1919年から「児童図書週間」を開始した。

### 児童書評に取り組む
1919年頃は、アメリカでは児童図書の出版が盛んだったが、その質は玉石混交であった。ムーアは図書館に子どもに読ませたいよい本が少ないという考えから、児童図書の書評を行うようになった。
ムーアは1918年から1926年まで、『ザ・ブックマン』の児童書評欄を担当した。『ザ・ブックマン』は1926年に廃刊となっている。
1924年から1931年まで『ニューヨーク・ヘラルド・トリビューン』の児童書評欄を担当した。この書評欄は「三羽のフクロウ（Three Qwls) 」というタイトルで、フクロウを著者、画家、批評家になぞらえ、それぞれがよい役割を果たすことで子どもにとって良い本ができるという意味を持たせたのだという。
1936年から1940年まで、ムアは『ホーン・ブック・マガジン』に「Three Qwls notebook」という書評を連載した。挿絵やファンタジー作品の重要性を説き、以後の児童文学に大きな影響を与えた。
また、アメリカの児童文学者のみならずビアトリクス・ポターなど国外の作家とも親交があった。また、彼女自身も2作の童話作品を執筆している。その他に『Roads to Childood（子ども時代への道）』と称される3冊の随筆やビアトリクス・ポター没後の1954年に彼女とその作品について語った『The Art of Beatrix Potter（ビアトリクス・ポターの芸術）』に序文を寄せている。この伝記はポターについての初めての伝記であった。

### 退職後
1941年に70歳でニューヨーク公共図書館を退職した。
ムーアは退職後も児童文学と児童の読書活動に関する評論を続けた。また、カリフォルニア大学バークレー校の図書館学校で教鞭を取った。
1961年1月21日、89歳で死去。

## 受賞
1925年、ムーアが書いた児童書『Nicholas:A Manhattan Christmas Story』がニューベリー賞佳作（Honor Book）に選ばれた。
1940年、メイン大学から文学博士号が授与された。
1941年、女性全国図書館協会がムーアに最初の「コンスタンス・リンゼイ・スキナー賞」を授与した。
1955年にはプラット学院から文学博士号が授与された。
1960年にカトリック図書館協会からレギナ賞を授与された。

## 著作
- Nicholas:A Manhattan Christmas Story（1924）[9][23][16]『ニコラス：マンハッタンのクリスマス物語』（Ｇ・Ｐ・パトナム出版，1924）[24]
- Nicholas and the Golden Goose（1932）[23]『ニコラスと金のガチョウ』（Ｇ・Ｐ・パトナム出版，1932）[22]

## 伝記
アン・キャロル・ムーアに関する文献は数が少ないが、フランシス・クラーク・セイヤーズによる伝記『Anne Carroll Moore:a biography』（1972、日本語訳『児童図書館員アン・キャロル・ムーアの生涯』）がある。また、絵本『Miss Moore thought otherwise』（2013、日本語訳『図書館に児童室ができた日』）がある。